# Simone Bianchi (atleta)
Simone Bianchi (Campiglia Marittima, 27 gennaio 1973) è un ex lunghista italiano.

## Biografia
Toscano di nascita ma ravennate d'adozione, vanta, con 8,25 m, la terza miglior prestazione italiana di tutti i tempi nel salto in lungo. 
È stato 4 volte campione italiano assoluto e campione italiano in tutte le categorie giovanili. È stato a lungo considerato il miglior lunghista italiano in attività, erede di Giovanni Evangelisti e maggior candidato a superare il suo record italiano ma un gravissimo incidente stradale ne ha prematuramente fermato la carriera a soli 25 anni.
In ambito nazionale ha vinto 4 Campionati italiani assoluti. A livello internazionale, pur avendo dovuto chiudere all'apice della carriera, ha vinto la Coppa Europa del '96 e si è classificato 4º ai Campionati europei di atletica leggera 1998 di Budapest.

## Progressione
| Categoria          | Anno | Età | Misura | Luogo     |
| ------------------ | ---- | --- | ------ | --------- |
| Allievi (1º anno)  | 1989 | 16  | 6,98   | Cesena    |
| Allievi (2º anno)  | 1990 | 17  | 7,30   | Rimini    |
| Juniores (1º anno) | 1991 | 18  | 7,41   | Parma     |
| Juniores (2º anno) | 1992 | 19  | 7,75   | Pisa      |
| Promessa (1º anno) | 1993 | 20  | 8,06   | Alicante  |
| Promessa (2º anno) | 1994 | 21  | 8,15w  | Sestriere |
| Promessa (3º anno) | 1995 | 22  | 7,97   | Livorno   |
| Seniores           | 1996 | 23  | 8,25   | Madrid    |
| Seniores           | 1997 | 24  | 8,02   | Roma      |
| Seniores           | 1998 | 25  | 8,04   | Padova    |

## Palmarès
| Manifestazione                 | Anno | Sede       | Risultato | Specialità | Misura |
| ------------------------------ | ---- | ---------- | --------- | ---------- | ------ |
| Coppa Europa                   | 1996 | Madrid     | Oro       | Lungo      | 8,25 m |
| Campionati Europei             | 1998 | Budapest   | 4º posto  | Lungo      | 8,02 m |
| Giochi Olimpici                | 1996 | Atlanta    | 16º posto | Lungo      | 7,79 m |
| Campionati Europei             | 1994 | Helsinki   | 13º posto | Lungo      | 7,83 m |
| Campionati Assoluti            | 1998 | Roma       | Oro       | Lungo      | 7,98 m |
| Campionati Assoluti            | 1996 | Bologna    | Oro       | Lungo      | 7,67 m |
| Campionati Assoluti            | 1995 | Cesenatico | Argento   | Lungo      | 7,93 m |
| Campionati Assoluti            | 1994 | Napoli     | Argento   | Lungo      | 7,93 m |
| Campionati Assoluti            | 1993 | Bologna    | Oro       | Lungo      | 7,98 m |
| Campionati Assoluti indoor     | 1997 | Genova     | Oro       | Lungo      | 7,97 m |
| Campionati Assoluti di Società | 1998 | Roma       | Oro       | Lungo      | 8,02 m |
| Campionati Assoluti di Società | 1997 | Milano     | Oro       | Lungo      | 7,87 m |
| Campionati Italiani Juniores   | 1992 | Torino     | Oro       | Lungo      | 7,54 m |
| Campionati Italiani Juniores   | 1990 | Rimini     | Oro       | Lungo      | 7,47 m |